# 大阪自然環境保全協会
大阪自然環境保全協会 (おおさかしぜんかんきょうほぜんきょうかい)は大阪府大阪市にある社団法人。愛称はネイチャーおおさか。

## 協会概要
大阪府にある自然保護団体（公益社団法人）である。ボランティアを中心に活動を行っている民間団体で、2018年現在の会員数は約700名である。会長は夏原由博（名古屋大学名誉教授）。
前身は「大阪南港の野鳥を守る会」と「自然を返せ!関西市民連合」で、法人登録は1976年。初代会長は筒井嘉隆（大阪市立自然科学博物館館長、芦屋大学教授）。「社団法人」として発足し、2012年に「公益社団法人」に移行した。
市民によるタンポポ調査、ナチュラリスト講座、里山保全運動などユニークで先進的な活動を繰り広げてきた。特に里山保全については、当時猟友会など以外には不可能だった動物調査を、木下陸男率いる講座修了生を中心にして大阪府域10か所前後で継続的に「里山動物調査」と銘打って行い、野生動物が意外に身近であることを市民に紹介するとともに「里山」の語を広め、その保全の大切さを訴えた。2010年に環境省がCOP10（生物多様性条約第10回締約国会議）で世界に向けて「里山・里地」の保全等を提唱したが、その先駆けであった。
現在は、自然観察インストラクター養成講座、自然環境市民大学講座、新・里山講座などでの人材育成と、地域自然観察会、チリモン図鑑、微小貝サポート図鑑、「どんぐりまつり」や「セミ羽化ウォッチング」の普及などに活動のウェイトがある。